# Elz (dopływ Renu)
Elz – rzeka w Niemczech o długości 90 km, prawy dopływ Renu na obszarze Schwarzwaldu. Swój bieg rozpoczyna na północ od Furtwangen w pobliżu źródła strumienia Breg uznawanego za hydrograficzne źródło Dunaju.